# Генрі Рутвен Мур
Генрі Рутвен Мур (англ. Henry Ruthven Moore; нар. 29 серпня 1886, Пламстед, Кент — пом. 2 квітня 1952, Вотерінгбарі, Кент) — британський воєначальник, адмірал Королівського військово-морського флоту Великої Британії, учасник Першої та Другої світових воєн.

## Біографія
Військова кар'єра
- 15 січня 1902 — кадет ВМС
- 1903 — мічман
- 16 жовтня 1908 — лейтенант
- 15 січня 1916 — лейтенант-командер
- 31 грудня 1919 — командер
- 31 грудня 1926 — капітан
- 11 січня 1938 — контрадмірал
- 9 січня 1941 — віцеадмірал
- 15 квітня 1945 — адмірал

Генрі Рутвен Мур народився 29 серпня 1886 року у Пламстеді (сучасне боро Гринвіч, передмістя Лондона), Кент. Після навчання в Шерборні, у 1902 році Мур поступив на службу до Королівського флоту. Брав активну участь у Першій світовій війні, бився в Ютландській морській битві на борту крейсера «Кастор» у 1916 році.
Після війни Мур навчався у Королівському військово-морському коледжі в Гринвічі, а потім став військово-морським помічником секретаря Комітету імперської оборони. Між 1928 і 1930 роками він командував крейсерами «Карадок» і «Донтлес». У 1930 році призначений заступником директора з планування, а потім, з 1933 року, командував крейсером «Нептун». У 1936 році він обійняв посаду начальника штабу Домашнього Флоту та начальника штабу Головнокомандувача в Портсмуті в 1938 році.
На початку Другої світової війни був командиром 3-ї крейсерської ескадри, з 1940 року став помічником начальника військово-морського штабу. У 1941 році він став заступником начальника штабу флоту, у червні 1943 року — командиром 2-ї бойової ескадри, а в 1944 році — головнокомандувачем Домашнім Флотом.
Після війни він був призначений головою британської військово-морської місії у Вашингтоні, округ Колумбія, у 1946 році став першим головою Військово-штабного комітету Ради безпеки ООН. Останнім його призначенням було призначення Головнокомандувачем Нору в 1948 році. У 1951 році вийшов на пенсію.